# Unió Internacional d’Associacions de Guies de Muntanya
La Unió Internacional d’Associacions de Guies de Muntanya (UIAGM), coneguda pels seus acrònims en francès, alemany i anglès: UIAGM, Union Internationale des Associations de Guides de Montagnes en Francès, IVBV Internationale Vereinigung der Bergführerverbände  en alemany i IFMGA International Federation of Mountain Guide Associations en anglès, és la federació internacionals d’associacions de guies d’alta muntanya,  l’organisme mundial que regula la professió de guia d’alta muntanya. Estableix estàndards internacionals per a la formació, certificació i conducta professional en alpinisme, escalada i esquí de muntanya.
Objectius
- Desenvolupar i mantenir els	estàndards de pràctica professional	per garantir la coherència en la professió de guia de muntanya	entre els seus membres.
- Desenvolupar i mantenir un	codi deontològic professional per als guies de muntanya	membres.
- Facilitar l’intercanvi	d’informació i el vincle de companyonia entre les	associacions membres i els seus guies.
- Garantir el compliment	dels estàndards obligatoris de formació per part de les	associacions membres.
- Promoure la reciprocitat	d’accés entre les associacions membres.
- Donar suport al	desenvolupament de les associacions nacionals de guies de muntanya	membres de la federació.
- Representar activament els interessos dels guies de	muntanya davant les autoritats nacionals i internacionals,	així com als mitjans de comunicació.

Història
Es va fundar el 15 d’octubre de 1965 a Zermatt, per part de guies provinents d’Itàlia, França, Suïssa i Àustria. Actualment, està composta per associacions de més de 20 estats i països d’Europa, Amèrica, Àsia i Oceania.